# 祝列克
祝列克（1957年10月—），男，汉族，福建福州人，中华人民共和国政治人物。原南京林产工业学院毕业，东北林业大学理学博士，高级工程师。曾任中华人民共和国国家林业局副局长、党组副书记，中共陕西省委常委、省政法委书记。

## 生平
1975年6月，中学毕业的祝列克赴福建省连城县北团公社插队劳动。1976年9月加入中国共产党。1977年，进入连城县“届前电厂”当工人；1978年3月，参加高考，考入原南京林产工业学院（今南京林业大学）林学系森林病虫害防治专业学习。大学毕业后，被分配到林业部工作，开启从政之路。
在国家林业部，历任科学技术司干事、主任科员、副处长、处长，副司级助理巡视员；在此期间，先后赴吉林省临江林业局闹枝林场、松江河林业局挂职锻炼；1991年，曾在英国牛津大学进修林业项目管理；1995年7月至1998年1月援藏，任西藏自治区农牧林业委员会副主任、区林业厅副厅长；1998年8月，任国家林业局科学技术司司长；2001年11月，任国家林业局副局长。
2011年5月，任陕西省人民政府副省长。2011年12月，兼任杨凌农业高新技术产业示范区管委会主任。2015年4月，任中共陕西省委常委、省政法委书记。2015年6月，辞去陕西省副省长职务。2017年1月，当选陕西省政协副主席。2017年5月，不再担任中共陕西省委常委职务。